# Museo de Arte de Columbus
El Museo de Arte de Columbus (en inglés: Columbus Museum of Art) es un museo de arte en el centro de Columbus, Ohio, en la calle East Broad.  Se inauguró el 22 de enero de 1931.  Formado en 1878 como Galería de Bellas Artes de Columbus (Columbus Gallery of Fine Arts), fue el primer museo de arte en registrar su estatuto en el estado de Ohio. El museo se dedica a la colección y exposición de arte moderno y de arte contemporáneo junto con arte popular, arte de vidrio y fotografía. En 2011, el Museo abrió El Centro de Creatividad (The Center for Creativity), un espacio de 1672 m² que incluye galerías, áreas de reunión y talleres que permiten a los visitantes participar en actividades prácticas. En 2013, el Museo fue galardonado con la Medalla Nacional del Instituto de Servicios de Biblioteca y  Museo (Institute of Library and Museum Services), el mayor honor del país para los museos.

## Edificio
Su edificio original fue la Mansión Sessions . Fue sustituido en el mismo sitio por el edificio actual, que abrió sus puertas el 22 de enero de 1931. Fue diseñado por los arquitectos de Columbus, Richards, McCarty & Bulford. El edificio fue agregado al Registro Nacional de Lugares Históricos el 19 de marzo de 1992, bajo su nombre original.
El museo acometió una masiva reconstrucción y expansión en 2007. La primera fase se abrió el 1 de enero de 2011, después de 13 meses de construcción. El 25 de octubre de 2015, el nuevo ala de Margaret M. Walter fue abierta al público, agregando 50.000 pies cuadrados al Museo.

## Colecciones
Se ha centrado históricamente en arte europeo y estadounidense a lo largo del periodo moderno, pero en años recientes se ha extendido hacia las exposiciones de arte contemporáneo y una exposición permanente de fotografía.  Algunos críticos consideran que el museo se ha excedido fuera de su elemento con estas empresas, particularmente si se considera la proximidad del centro de arte Wexner, centrado en arte contemporáneo.
Piezas destacadas de su exposición permanente incluyen cuadros del cubismo temprano de Picasso y Juan Gris, y obras de Degas, Matisse, Edward Hopper, y Norman Rockwell. El museo tiene también una colección significativa de George Bellows, oriundo de Columbus. Su colección de fotografía incluye obras de Berenice Abbott y Eugéne Atget.
La mayor parte de las galerías del museo están decoradas de manera tradicional, con paredes de varios colores, antes que los cubos de blanco radiante de las galerías contemporáneas. Aquellas salas que albergan pintura europea anterior al siglo XIX se han colgado en el antiguo «estilo de salón», con las paredes cubiertas por cuadros colgados directamente por encima y cerca de otros, más que espaciados en habitaciones individuales.
También contiene exposiciones temporales e itinerantes. La más popular de ellas en los últimos años ha sido sobre las mujeres de Renoir, presentando más de 30 obras del maestro impresionista y una muestra de esculturas de cristal de Dale Chihuly, en la que las formas enormes y caóticas se instalaron en medio de galerías de pintura tradicional.
El Museo también presenta una galería exterior de escultura, un café y una exposición interactiva: «Eye Spy: Adventures in Art», enfocada hacia la formación de niños.

## Galería de imágenes

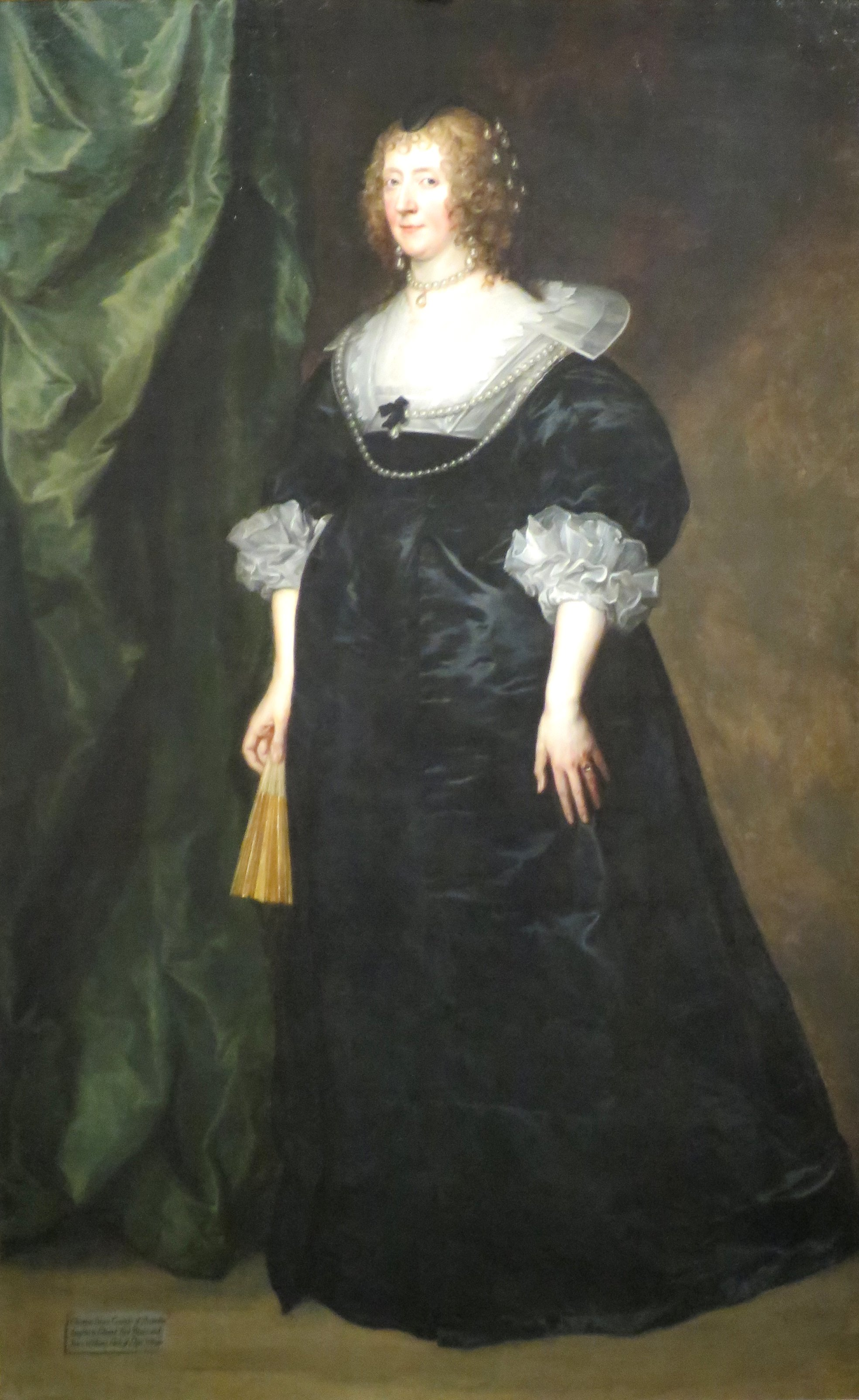
Anthony van Dyck, Christian Bruce, 1635
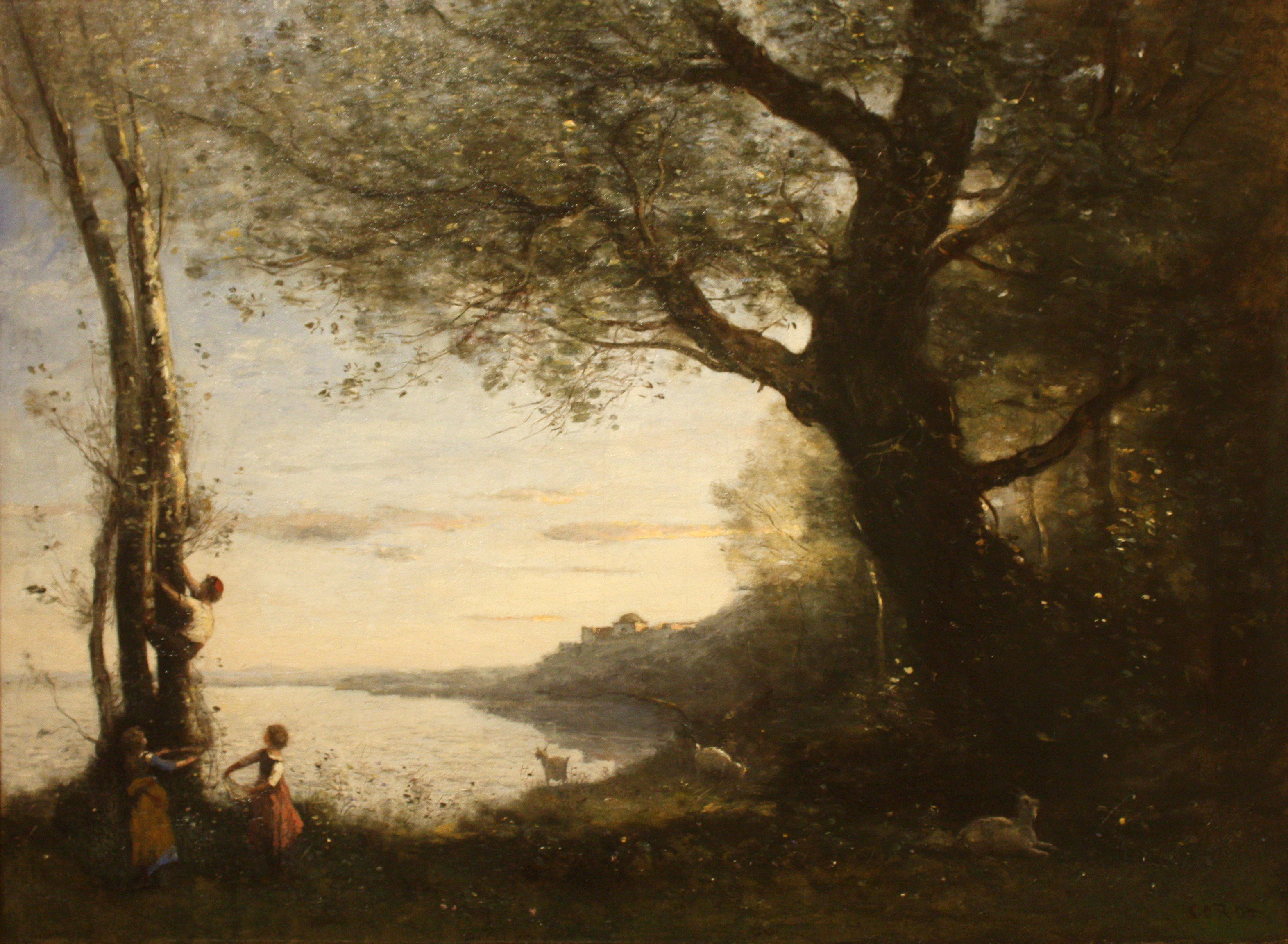
Camille Corot, The Little Bird Nesters (1873)
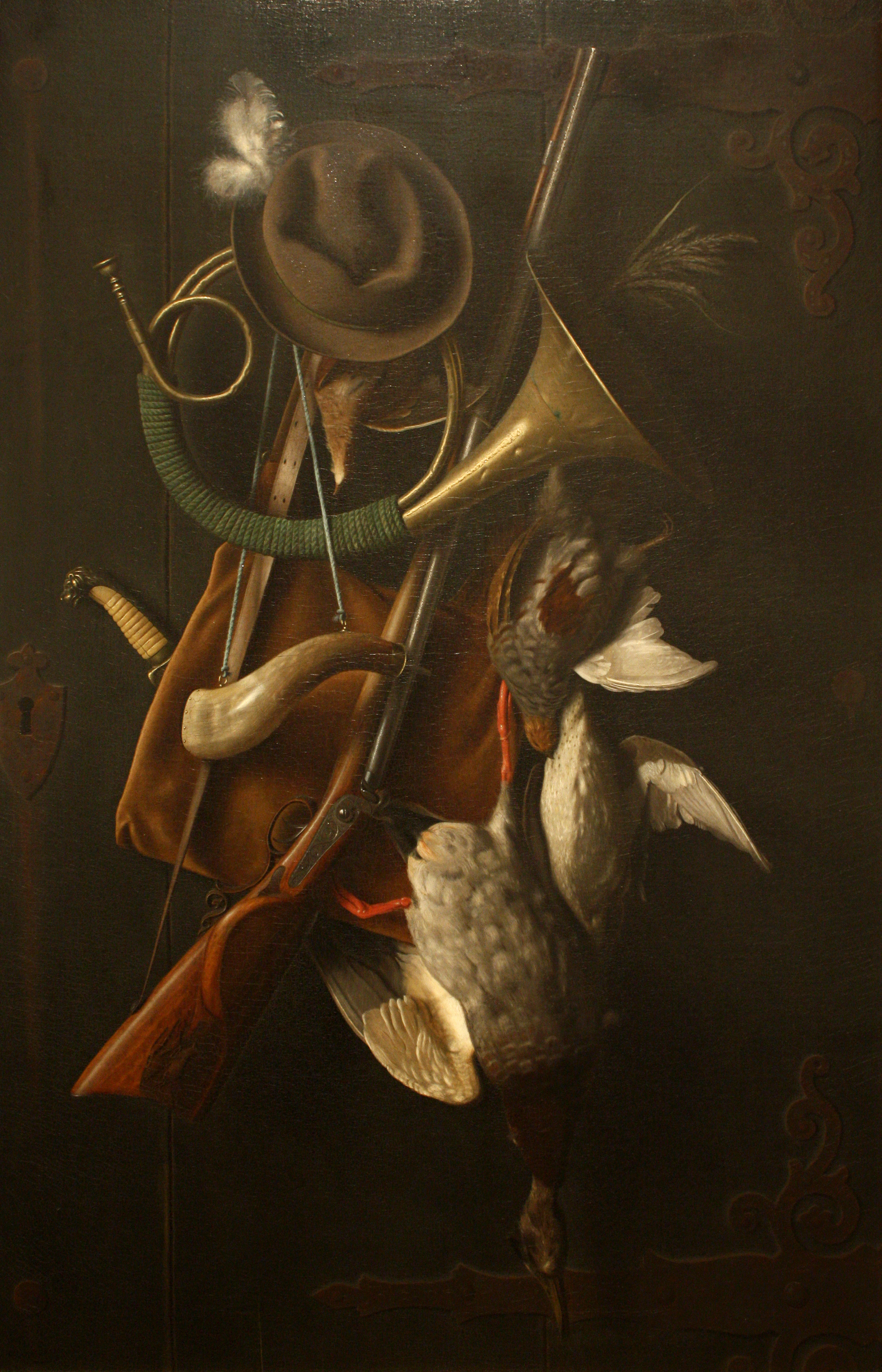
William Michael Harnett - After the Hunt (1883)
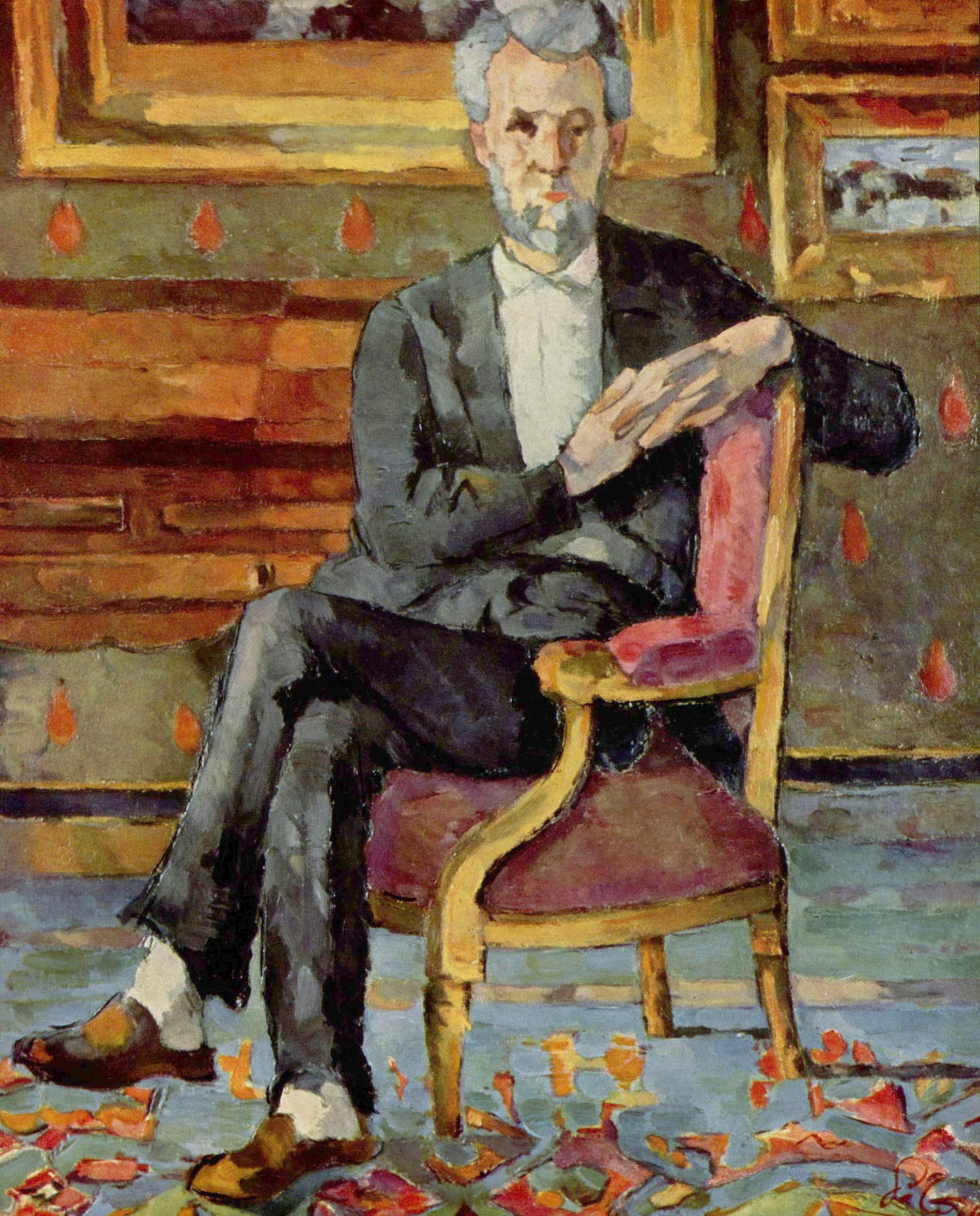
Paul Cézanne, Victor Chocquet, 1877

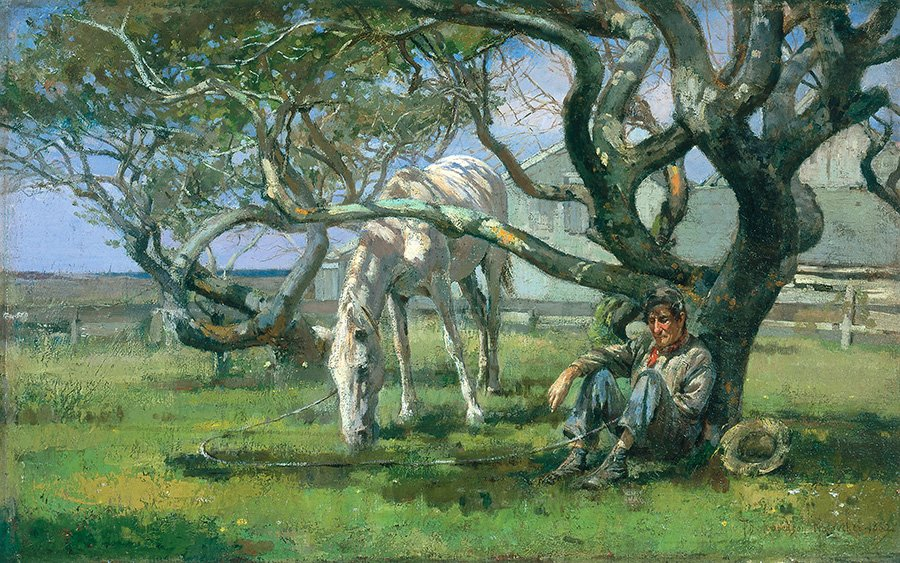
Theodore Robinson Nantucket (1882)
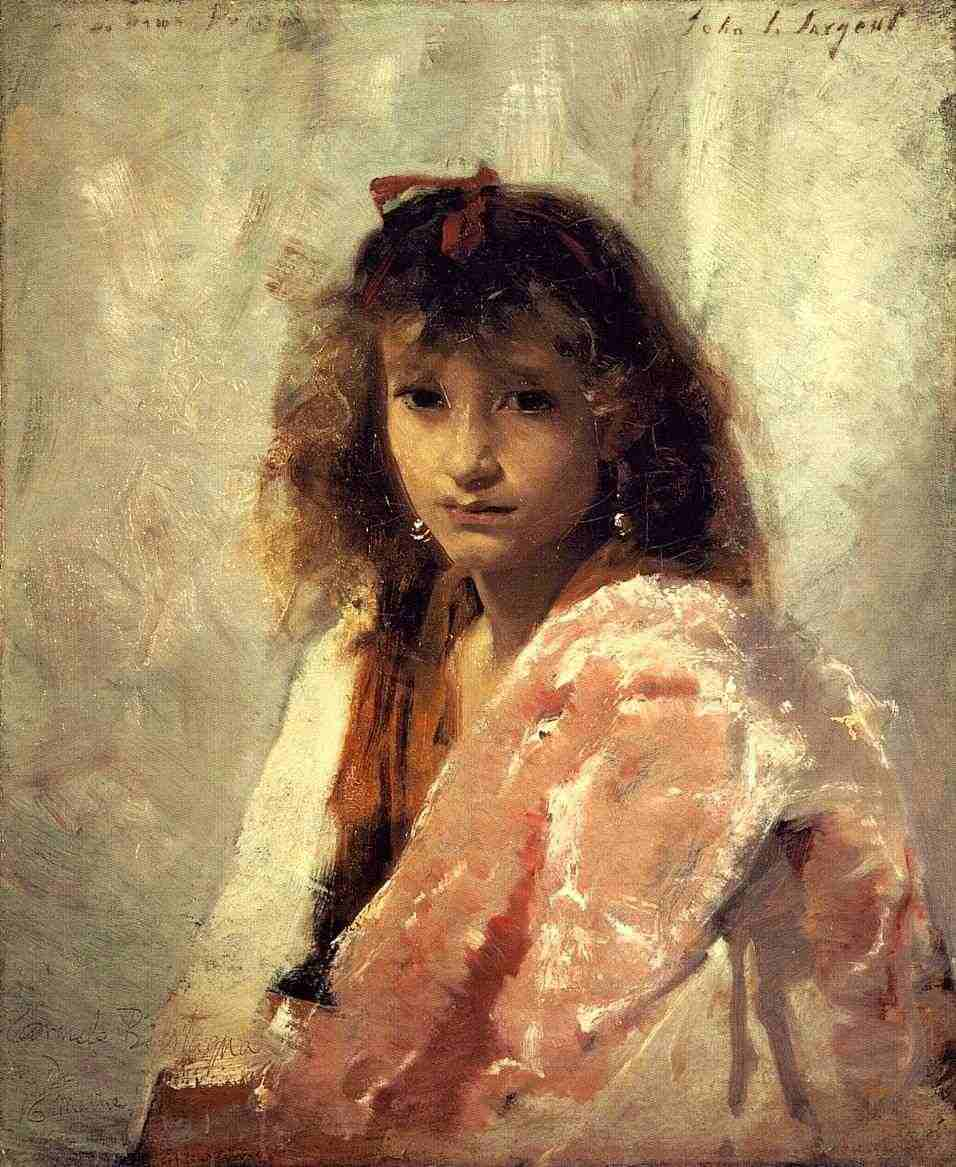
John Singer Sargent Carmela Bertagna (1879)
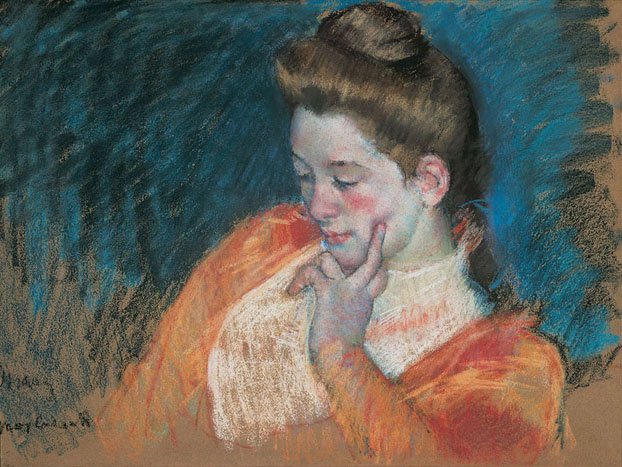
Mary Cassatt Portrait  of a Young Woman (pastel,  1898)
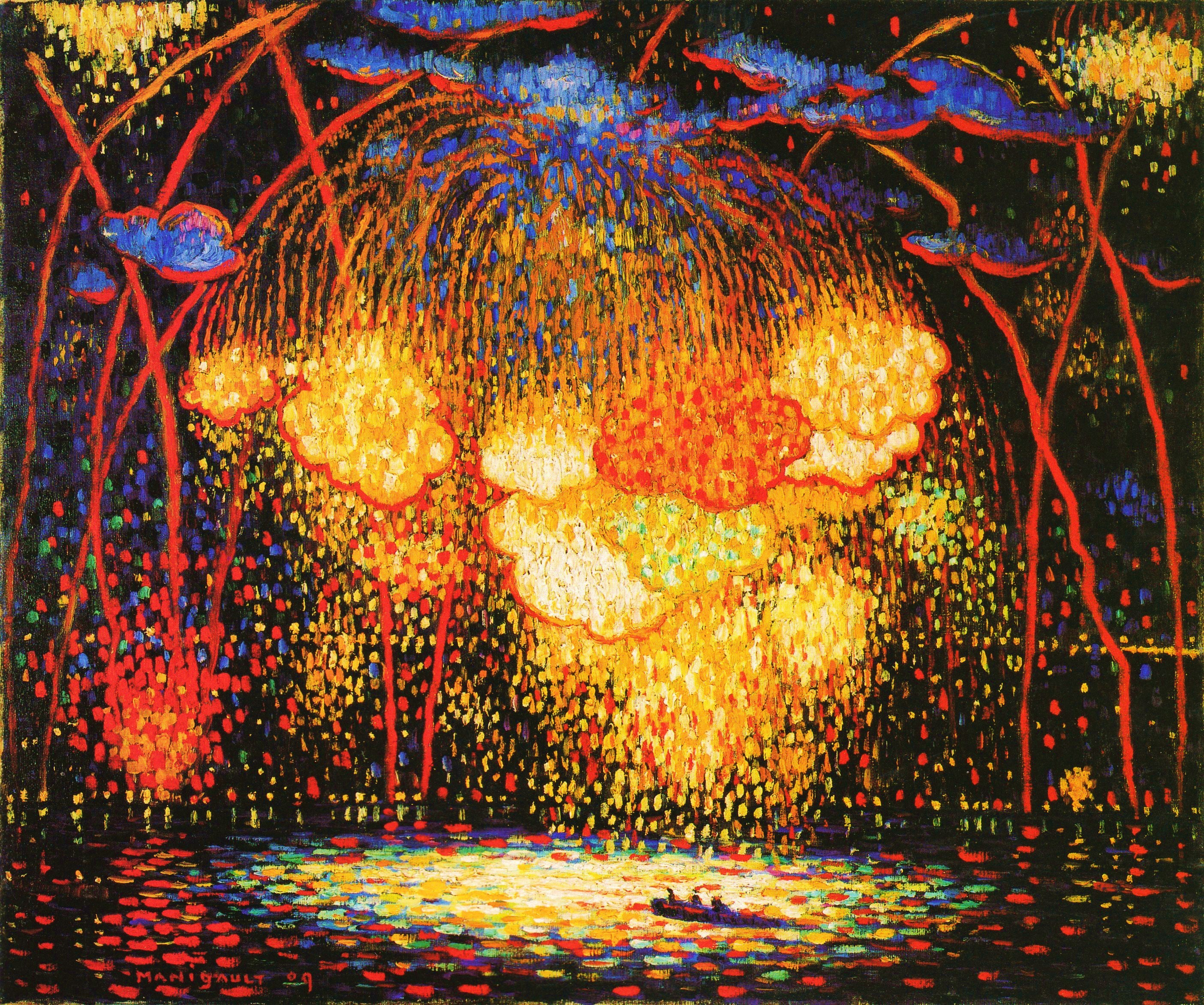
Edward Middleton Manigault - The Rocket  (1909)

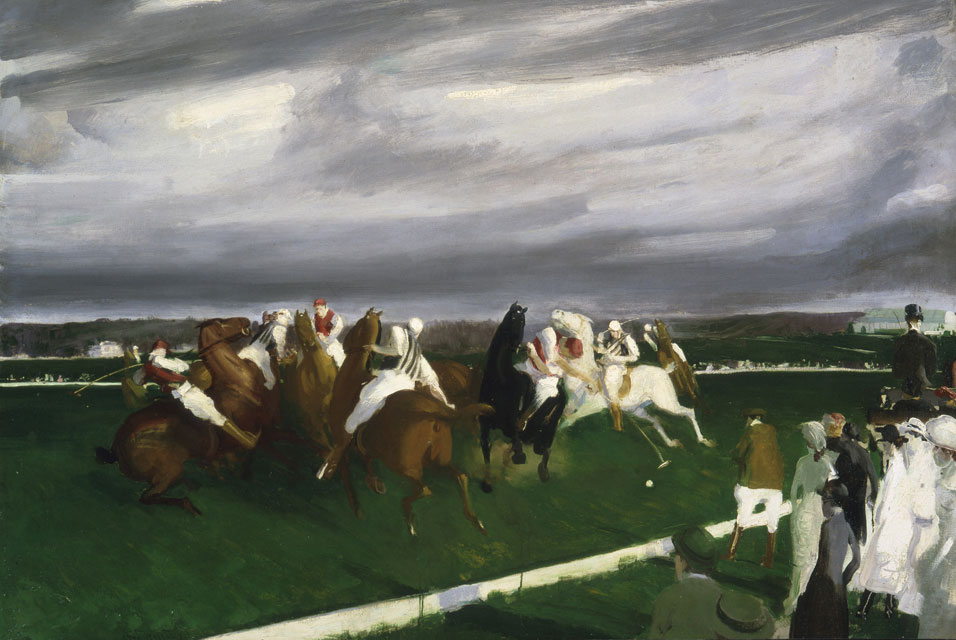
George Bellows Polo at Lakewood (1910)
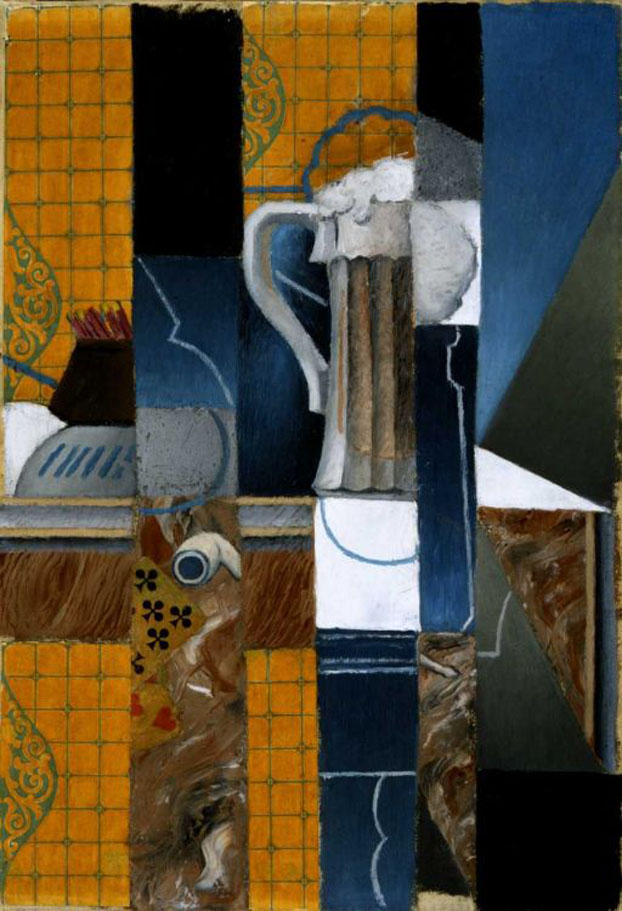
Juan Gris, Glass of Beer and Playing Cards (1914)
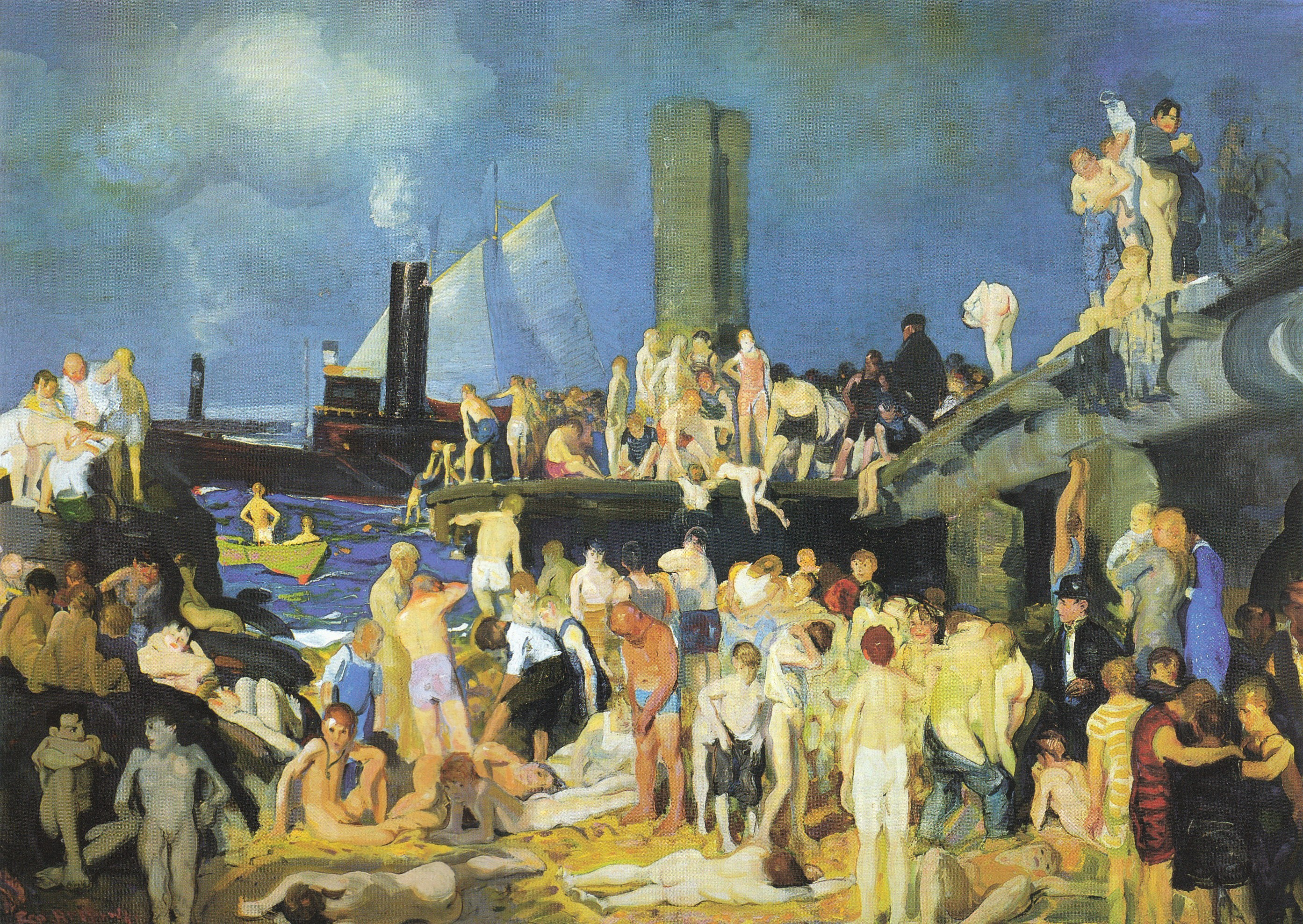
George Wesley Bellows - Riverfront No. 1 (1915)
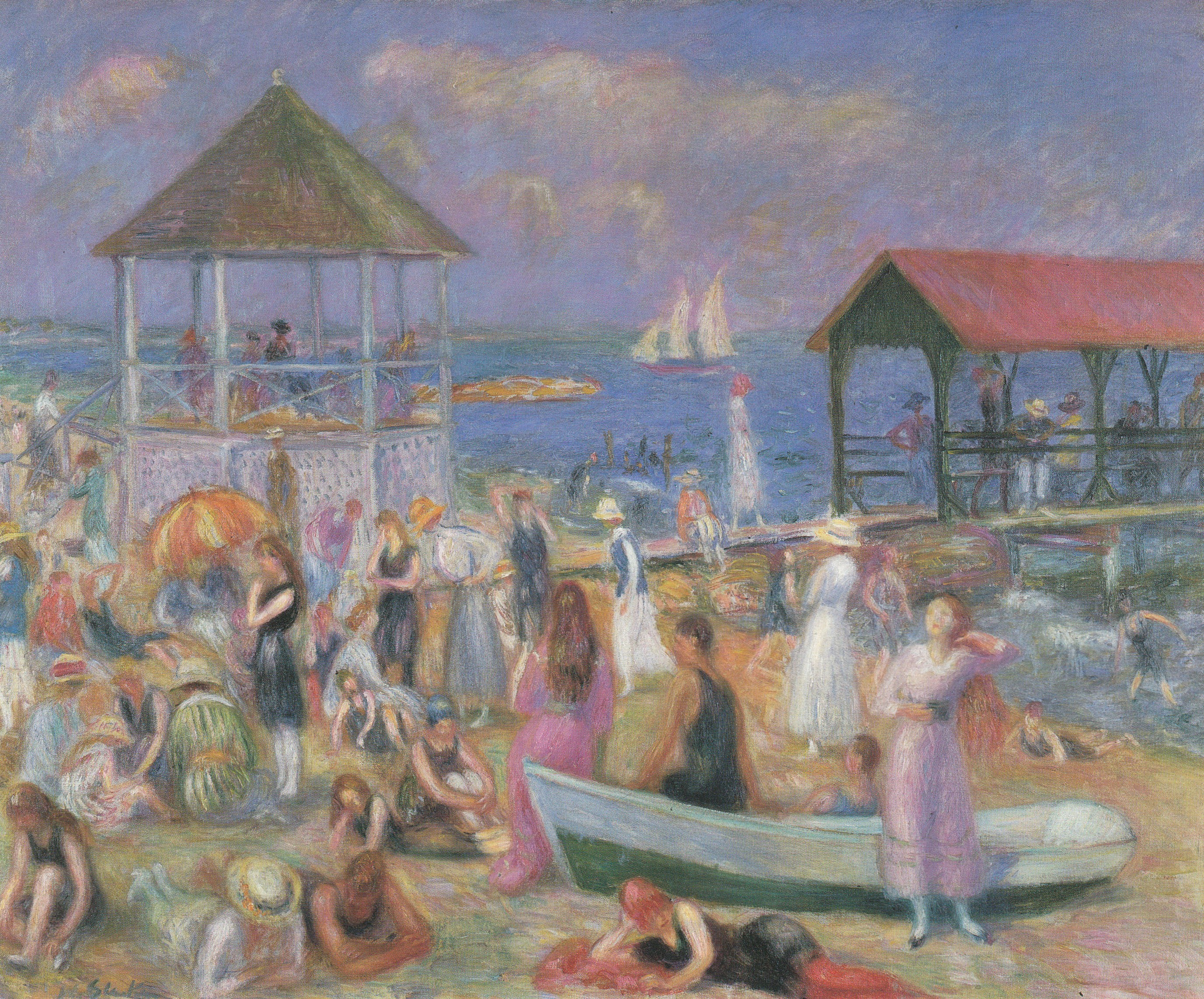
William Glackens - Beach Scene, New London (1918)
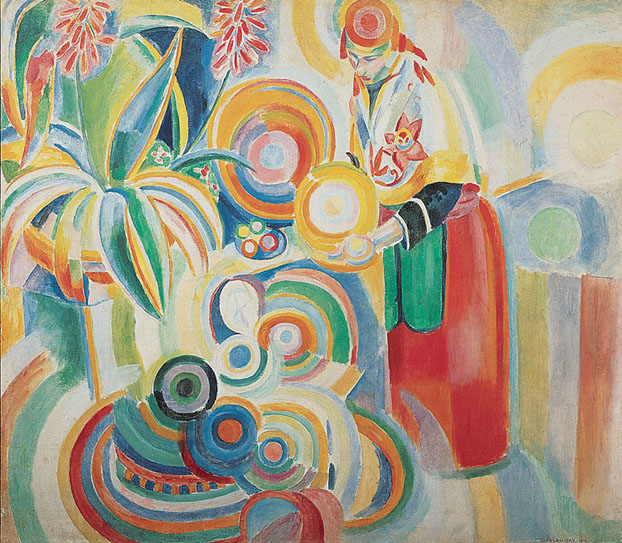
Robert Delaunay Portuguese Woman (1916)<

- Wikimedia Commons alberga una categoría multimedia sobre Museo de Arte de Columbus.